# バーナード・ウルフ
バーナード・ウルフ（Bernard Wolfe、1915年8月28日(9月18日との説もある) - 1985年10月27日）は、アメリカ合衆国の小説家、SF作家。

## 生涯
コネティカット州ニューヘイブン生まれ。父はロシア系ユダヤ人、母はポーランド生まれのユダヤ人で社会主義運動家。
1935年、エール大学を卒業（翌1936年まで研究生として同校に留まる）。ペンシルベニア州の女性向けカレッジ、ブリン・モーで教鞭をとった後ニューヨークへ。
1937年、トロツキスト、フェリックス・モローの勧めにより、メキシコ亡命中のレフ・トロツキーの秘書となる。1938年に帰米し、約1年のトロツキスト活動の後、運動を離脱。グリニッジ・ヴィレッジに転居。
第二次世界大戦中には多くの科学雑誌から従軍記者として雇われ、記事を書き送った。
大戦後は「メカニック・イラストレイテッド」誌の編集者として働き、1946年から小説を寄稿し始める。この頃より、エドマンド・バーグラーの精神分析学と、ノーバート・ウィーナーのサイバネティックス、アルフレッド・コージブスキーの一般意味論などに傾倒し始めたという。
彼の名声は1952年にランダム・ハウスから刊行されたSF小説「リムボー(Limbo)」に由来する（イギリスでは1953年、セッカー＆ウォーバーグ社から「リムボー90」のタイトルで刊行された）。1961年に本作のダイジェスト版を出版したペンギン・ブックスは、「現代における＜サイバネティックス＞という概念を論理的に展開した最初のSF小説」と述べた。本作はSF小説におけるニュー・ウェーブ運動の嚆矢であり、1980年代のサイバーパンク運動の早熟な果実であるともされる。
1959年、トロツキー暗殺をテーマとした大部の小説「The Great Prince Died」を発表。
1985年10月27日、カリフォルニア州カラバサスで心臓発作により死去。

## 著作リスト
- Limbo (1952)
- The Late Risers, Their Masquerade (1954)
- In Deep (1957)
- The Great Prince Died (1959)
- The Magic of Their Singing (1961)
- Come On Out, Daddy (1963)
- Move Up, Dress Up, Drink Up, Burn Up （短編集）(1968)
- Logan's Gone (1974)
- Lies (1975)

### 短編
- 「なくならない銅貨」The never ending penny　『年刊SF傑作選1』（東京創元社、1967）に収載